# Сицилијанска мафија
Сицилијанска мафија (итал. mafia siciliana), позната као Коза ностра (итал. Cosa nostra — наша ствар), криминална је организација на Сицилији у Италији. То је лабава асоцијација криминалних група које дијеле заједничку организациону структуру и кодекс понашања. Свака група, позната као као „породица”, „клан” или cosca, тврди да има суверенитет над територијом, обичном градом или селом или насељем (borgata) већег града, у којој врши рекетирање. Чланови називају себе „људима части”, иако их јавност често назива „мафиозима”. Основна дјелатност мафије је заштита рекета, арбитража спорова између криминалаца, као и организовање и надзор илегалних уговора и трансакција.
Након таласа исељавања, Мафија се проширила на друге земље као што су Сједињене Америчке Државе, Канада или Аустралија.

## Етимологија
Према припадницима мафије који су издали организацију, тзв. „поканицима” (итал. pentito), право име Мафије је Коза ностра (итал. Cosa nostra — „наша ствар”). Када је италијанско-амерички мафијаш Џозеф „Џо” Валачи свједочио пред Сталним поткомитетом за истраге 1963. године (познато као Валачијево саслушање), открио је да амерички мафијаши за своју организацију користе назив Коза ностра („наша ствар” или „ова ствар је наша” или једноставно „наш случај”/„наш интерес”). Назив је у то вријеме схваћен као прави назив организације, и као такав његован је од стране Федералног истражног бирао и ширен од стране медија. ФБИ је чак додао члан la називу, називајући организацију La Cosa Nostra (у Италији, члан la није кориштен када се говорило о Коза ностри).
„Покајник” Томазо Бушета је судији Ђованију Фалконеу рекао је назив Коза ностра кориштен и од стране сицилијанске мафије. Бушета је одбацио ријеч „мафија” као пуку књижевну креацију. Други дисиденти, као што су Антонино Калдероне и Салваторе Конторно, потврдили су да је термин Коза ностра кориштен да би се описала Мафија. Мафијаши представљају познате чланове једни другима као припаднике cosa nostra („наше ствари”) или la stessa cosa („исте ствари”) што значи „он је иста ствар, мафијаш, као ти”.
Сицилијанска мафија је користила друга имена кроз историју, као што је „Часно друштво”. Мафијаши су познати међу собом као „људи части” или „људи поштења”.
Коза ностру не треба мијешати са осталим мафијашким организацијама у Италији, као што је Ндрангета у Калабрији, Камора у Кампањи или Сакра корона унита у Апулији.

## Дефиниције

### Социо-економске дефиниције
Леополдо Франчети је 1876. године описао сицилијанску мафију као „индустрију насиља“. Године 1993. италијански социолог Диего Гамбета назвао га је „картелом приватних заштитних фирми“. Основна делатност мафије је заштита од рекетирања, тј. пружање ванправне заштите од криминалних активности и нечасног понашања насиљем и вандализмом. Мафија не служи широј јавности као полиција, већ само одређеним клијентима који им плаћају за заштиту.
Основне активности мафије су решавање спорова међу осталим криминалцима, заштита од међусобног варања и организовање и надгледање илегалних споразума, често укључујући многе агенте, попут илегалних споразума картела у иначе легалним индустријама.— Diego Gambetta. Codes of the Underworld. 2009.
Сицилијанска мафија није централизована организација. Уместо тога, то је картел независних криминалних банди које своје услуге продају под заједничким брендом. Овај картел полаже ексклузивно право на продају услуга ванзаконите заштите на својим територијама, а својим етикетама (часни човек, мафиоз итд.) они разликују себе од обичних криминалаца којима не дозвољавају да продају заштиту.
Отуда је термин мафија пронашао класу насилних криминалаца спремних и у исчекивању имена које их дефинише, и, с обзиром на њихов посебан карактер и значај у сицилијанском друштву, они су имали право на име различито од оног које дефинише вулгарне криминалце у другим земљама.— Leopoldo Franchetti, 1876
Франчети је тврдио да мафија никада неће нестати уколико сама структура острвских социјалних институција не прође кроз суштинску промену. Преко једног века касније, Диего Гамбета се сложио са Франчетијевом анализом, тврдећи да мафија постоји зато што влада не пружа одговарајућу заштиту трговцима од имовинског криминала, превара и кршења уговора. Гамбета је написао да Сицилија (почетком деведесетих) није имала „јасне законе о имовинским правима нити административне или финансијске кодексе праксе“, и да је њен судски систем био „ужасан“ због своје неефикасности. Гамбета је препоручио влади да либерализује тржиште дрога и укине утврђивање цена цигарета како би се ова роба преместила са црног тржишта; да повећа транспарентност јавних уговора тако да не може доћи до намештања, што мафијаши обично арбитрирају; и да редизајнираја поступак гласања како би се отежала куповина гласова. Решавање ових проблема смањило би потражњу за мафијашким интервенцијама у политичким и економским пословима.

### Организације мафијашког типа према италијанском закону
Члан 416-бис италијанског Казненог закона, који је увео Пио Ла Торе, дефинише удружење мафијашког типа (Associazione di Tipo Mafioso) као оно у коме „припадници удружења искоришћавају потенцијал застрашивања које им даје њихово чланство и испуњавање услова и омерта које чланство повлачи за собом и које доводе до почињења кривичних дела, директног или индиректног преузимања управљања или контроле над финансијским активностима, концесијама, дозволама, предузећима и јавним услугама у сврху остваривања добити или незаконите предности за себе или друге."